# Hărman
Hărman (Honigberg in het Duits) is een Roemeense gemeente in het district Brașov.
Hărman telt 5202 inwoners (2011).

## Bezienswaardigheid
In Hărman bevindt zich een Saksische weerkerk die uit 1280 dateert. Het is een van de ongeveer 150 door Zevenburger Saksen opgetrokken weerkerken die hun dorpen moesten beschermen tegen de Ottomaanse invallen. De romaans-gotische kerk Sfantul Nicolae heeft een toren uit 1300 met een 16e-eeuwse klok. De imposante ruim 50 meter hoge toren beheerst het geheel. In het sober interieur bevindt zich een verfijnd barok altaar die de gekruisigde Christus voorstelt. Het orgel dat in 2006 gerenoveerd werd, is van de hand van Johannes Prause, een 18e-eeuwse orgelbouwer afkomstig uit Silezië. Aan het oksaal hangen 3 Ottomaanse tapijten.
De versterkingen werden toegevoegd in de 15e en de 16e eeuw. De cirkelvormige 5 meter hoge ringmuur heeft 6 kleinere puntige torens die als bastion dienen. In een van die torens bevindt zich een kapel uit de 15e eeuw met waardevolle gedeeltelijk bewaarde muurschilderingen die onder meer de Kruisiging en het Laatste Oordeel afbeelden. Merkwaardig is dat de huisjes niet alleen, zoals gewoonlijk, aan de binnenkant tegen de verdedigingsmuur gebouwd zijn maar ook tegen de kerk. In enkele huisjes is een klein museum gevestigd dat traditionele meubels, borduurwerk, gebruiksvoorwerpen en speelgoed tentoonstelt. Er is ook een grotendeels intact gebleven overdekte weergang.

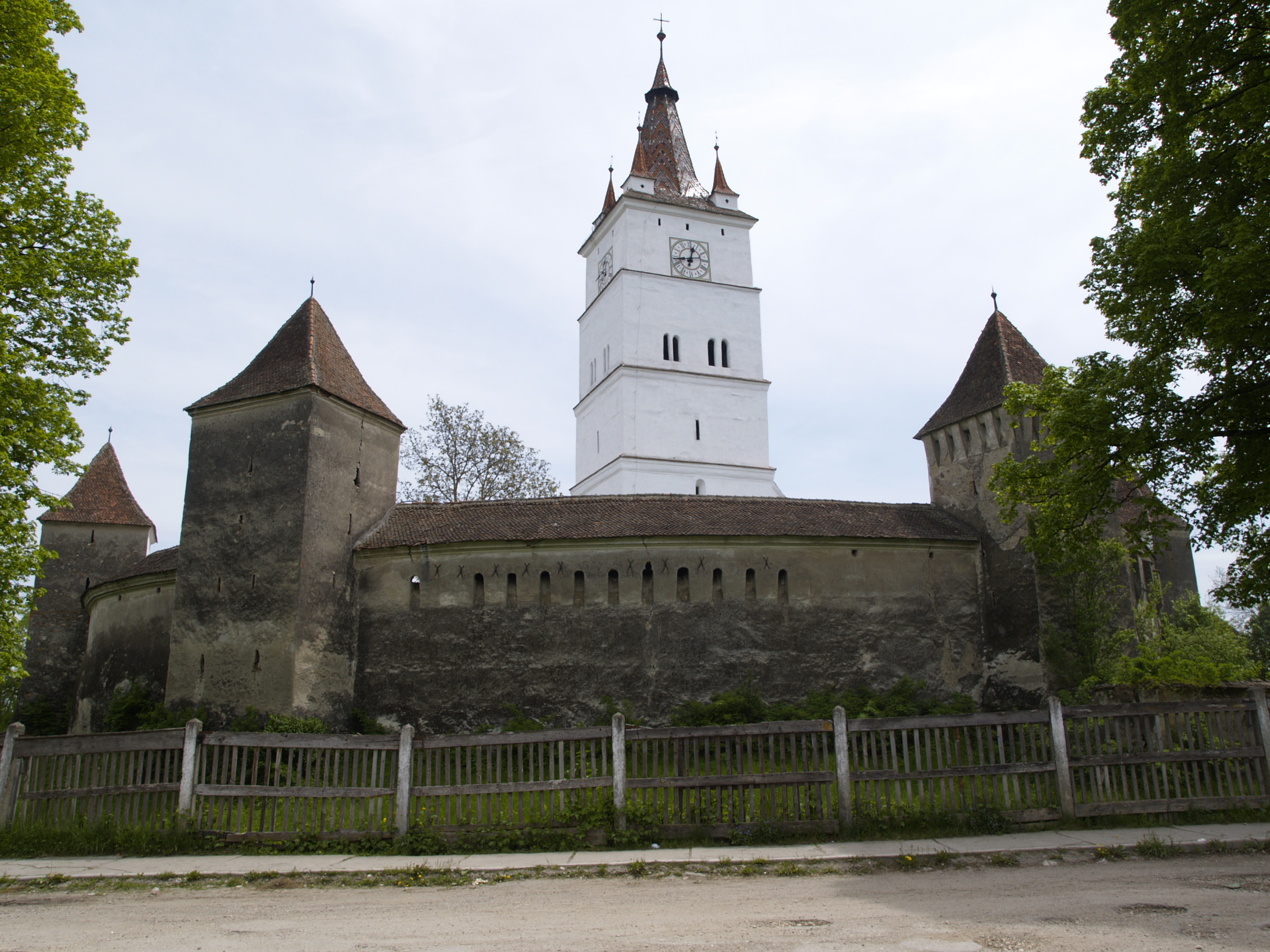
Hărman